# فينتشينزو ماروكو
فينتشينزو ماروكو (بالإيطالية: Vincenzo Marruocco)‏ (26 مارس 1979 بنابولي في إيطاليا - ) هو لاعب كرة قدم إيطالي في مركز حراسة المرمى. لعب مع نادي أفيلينو ونادي رافينا ونادي ساليرنيتانا ونادي فوجيا ونادي كالياري ونادي ليتشي ونادي مسينا ونادي كييتي كالسيو الرياضي وGiugliano Calcio 1928 ‏ وManfredonia Calcio ‏ وCavese 1919 ‏ وCavese 1919 ‏ وSSD Nissa FC ‏ وSSD Ischia Calcio ‏ وPaganese Calcio 1926 ‏.

## روابط خارجية
- فينتشينزو ماروكو على موقع قاعدة بيانات كرة القدم.إي يو (الإنجليزية)
- فينتشينزو ماروكو على موقع Soccerway.com (الإنجليزية)